# Instituto do Desporto de Nanquim
O Instituto dos Desportos de Nanquim é um instituto desportivo fundado em 1956. Está localizado no Parque Nacional da Montanha de Zhongshan em Nanquim, China. A abordagem da entidade é cultivar vários talentos desportivos através do ensinamento, treino e também da pesquisa científica. É aqui que funciona a Academia de Ténis da China, contendo quase 40 courts (exteriores e interiores) de praticamente todos os tipos de piso. É uma academia inigualável para a aprendizagem, treino e disputa da modalidade de ténis. Pelo Instituto dos Desportos de Nanquim passaram desde 1956, 15 campeões olímpicos que venceram 22 medalhas de Ouro Olímpicas. Internacionalmente, destacou-se nos Jogos Olímpicos de Verão da Juventude de 2014, acolhendo competições de badminton e ténis.